# Счетоводителят
„Счетоводителят“ (на английски: The Accountant) е американски екшън трилър от 2016 г. на режисьора Гавин О'Конър по сценарий на Бил Дубук. Във филма участват Бен Афлек, Ана Кендрик, Джей Кей Симънс, Джон Бърнтол, Синтия Адай-Робинсън, Джефри Тамбор и Джон Литгоу.
Премиерата на филма се състои в Лос Анджелис на 10 октомври 2016 г., и излиза по кината на 14 октомври 2016 г. в разпространение от „Уорнър Брос Пикчърс“.
Продължението ще излезе на 25 април 2025 г. в разпространение от „Амазон Ем Джи Ем Студиос“.

## Актьорски състав
- Бен Афлек – Крисчън Улф / Счетоводителят
  - Сет Лий – Крисчън Улф / Счетоводителят като дете
- Ана Кендрик – Дейна Къмингс
- Джей Кей Симънс – Реймънд Кинг
- Джон Бърнтол – Бракстън
  - Джейк Пресли – Бракстън като дете
- Синтия Адай-Робинсън – Мерибет Медина
- Джефри Тамбор – Франсис Силвърбърг
- Джон Литгоу – Ламар Блекбърн
- Анди Ъмбъргър – Ед Чилтън
- Алисън Райт – Джъстин
- Роб Тревейлер – бащата на Счетоводителят и Бракстън